# Борис Шпитални
Борис Шпитални (на руски: Борис Гавриилович Шпитальны) е роден на 7 август 1902 в Ростов на Дон, починал на 6 февруари 1972 година е съветски оръжеен конструктор, Герой на социалистическия труд. Лауреат е на 2 Сталински премии първа степен.

## Биография
Роден е в Ростов на Дон на 7 август) 1902 година в семейство на механик.
През 1908 г. отива в Москва, където завършва Комисаровското техническо училище, а през 1927 година – Московски механически институт М. В. Ломоносова със специалност авиационно машиностроене, след което работи в научния автомоторен институт (НАМИ).
Известен е основно със създаването на 7,62-мм скорострелна авиационна картечница ШКАС (съвместно с Иринарх Комарницки). Картечницата е едно от най-произвежданото оръжие за самолети през Втората световна война. Появил се сред оръжейните конструктори през 1930 г., през 1934 г. той получава собствено конструкторско бюро, ползва се с личната подкрепа на Орджоникидзе и Тухачевски, през 1940 г. става Герой на Съветския съюз, следват Сталински премии и други висши отличия. С други думи Шпитални става „звезда“ в СССР и немалко злоупотребява с това.
Въпреки това Б. Шпитални не успява да повтори успеха си – ШКАС остава единственото му по-забележително творение. На негова база конструкторът С. В. Владимиров създава 12.7-мм авиационна картечница ШВАК и 20-мм авиационно оръдие ШВАК.
|  | Тази страница частично или изцяло представлява превод на страницата „Шпитальный, Борис Гавриилович“ в Уикипедия на руски. Оригиналният текст, както и този превод, са защитени от Лиценза „Криейтив Комънс – Признание – Споделяне на споделеното“, а за съдържание, създадено преди юни 2009 година – от Лиценза за свободна документация на ГНУ. Прегледайте историята на редакциите на оригиналната страница, както и на преводната страница, за да видите списъка на съавторите. ВАЖНО: Този шаблон се отнася единствено до авторските права върху съдържанието на статията. Добавянето му не отменя изискването да се посочват конкретни източници на твърденията, които да бъдат благонадеждни. |